# Lew Jermin
Lew Borisowicz Jermin (ros. Ле́в Бори́сович Е́рмин, ur. 17 marca 1923 w Zwieriewie, zm. 9 listopada 2004 w Moskwie) – radziecki i rosyjski działacz partyjny i państwowy, I zastępca przewodniczącego Rady Ministrów Rosyjskiej FSRR (1979–1989), członek KC KPZR (1971–1989).

## Życiorys
1941 ukończył szkołę średnią i został wcielony do Armii Czerwonej, walczył  na Froncie Zachodnim, Leningradzkim, Wołchowskim, Nadbałtyckim i Ukraińskim. W 1943 wstąpił do WKP(b). W latach 1945–1947 służył w oddziałach radzieckich stacjonujących w Niemczech, Austrii, na Węgrzech i w Turkiestańskim Okręgu Wojskowym.
W 1952 ukończył Azowsko-Czarnomorski Instytut Rolniczy, po czym był agronomem w obwodzie rostowskim. W latach 1952–1953 sekretarz, a 1953–1959 I sekretarz Komitetu Rejonowego KPZR w obwodzie rostowskim, 1959–1961 instruktor wydziału organów partyjnych w Rosyjskiej FSRR w KC KPZR. Równocześnie II sekretarz, a od 14 sierpnia 1961 do stycznia 1963 I sekretarz Komitetu Obwodowego KPZR w Penzie. Od stycznia 1963 do 14 grudnia 1964 I sekretarz Wiejskiego Komitetu Obwodowego w Penzie, następnie do 29 kwietnia 1979 ponownie I sekretarz Komitetu Obwodowego KPZR w Penzie. Od 31 października 1961 do 30 marca 1971 kandydat na członka, a od 9 kwietnia 1971 do 25 kwietnia 1989 członek KC KPZR. Od 18 kwietnia 1979 do 20 kwietnia 1989 I zastępca przewodniczącego Rady Ministrów Rosyjskiej FSRR, równocześnie od 28 listopada 1985 do 20 kwietnia 1989 przewodniczący Państwowego Komitetu Agroprzemysłowego Rosyjskiej FSRR. Następnie na emeryturze. Deputowany do Rady Najwyższej ZSRR od 6 do 11 kadencji. Honorowy obywatel Penzy (1974) i obwodu penzeńskiego. W czerwcu 2005 na ścianie domu w Penzie, gdzie pracował, wmurowano tablicę pamiątkową.

## Odznaczenia
- Order Lenina (trzykrotnie – 1966, 1971 i 1973)
- Order Rewolucji Październikowej (1973)
- Order Czerwonego Sztandaru Pracy (1966)
- Order Sławy III klasy
- Order Wojny Ojczyźnianej
- Medal „Za zasługi bojowe”
- Medal „Za zwycięstwo nad Niemcami w Wielkiej Wojnie Ojczyźnianej 1941–1945”
- Medal „Za obronę Moskwy”
- Medal „Za obronę Leningradu”
- Medal „Za wyzwolenie Pragi”
- Medal „Za rozwój dziewiczych ziem”

i 10 innych medali